# Clemens Betzel
Clemens Betzel (* 9. Juni 1895 in Ulm; † 27. März 1945 bei Danzig) war ein deutscher Generalleutnant im Zweiten Weltkrieg.

## Leben
Betzel trat am mit Beginn des Ersten Weltkriegs am 6. August 1914 als Fahnenjunker in das 1. Fußartillerie-Regiment „vakant Bothmer“ der Bayerischen Armee ein. Während des Krieges stieg er bis September 1918 zum Oberleutnant auf und wurde mit beiden Klassen des Eisernen Kreuzes ausgezeichnet. Nach Ende des Krieges wurde Betzel in die Reichswehr übernommen und in der 7.(Bayerische) Fahr-Abteilung, dann 7. (Bayererisches) Artillerie-Regiment verwendet, wo er am 1. Mai 1928 zum Hauptmann avancierte. Zum 30. September 1930 schied er aufgrund einer annullierten Ehe nicht mehr im Offizierskorps tragbar aus der Reichswehr aus.
1933 trat Betzel der Sturmabteilung (SA) bei, wo er es bis zum Obersturmbannführer brachte.
Mit der Mobilmachung am 26. August 1939 anlässlich des Zweiten Weltkriegs wurde Betzel zur Verfügung des Heeres gestellt und erhielt die Führung der II. Abteilung des Artillerie-Regiments 93 im XVI. Armeekorps, mit dem Betzel am Überfall auf Polen und den Westfeldzug mitmachte. Am 1. April 1940 wurde er zum Major z. V. befördert und am 1. April 1941 wieder aktiver Offizier als Oberstleutnant mit Rangdienstalter vom 1. April 1940. Seine Abteilung führte er auch im Deutsch-Sowjetischen Krieg, wo er am 5. Dezember 1941 die Führung des Artillerie-Regiments 103 der 4. Panzer-Division übernahm. Kommandeur des Regiments wurde Betzel unter Beförderung zum Oberst am 1. April 1942. Diese Dienststellung behielt er bis zum 28. Februar 1944, als seine Versetzung in die Führerreserve des Heeres erfolgte. Ab 15. März 1944 war er zum 10. Divisionsführer-Lehrgang kommandiert und wurde am 1. Mai 1944 mit der Führung der 4. Panzer-Division beauftragt. Am 1. Juli 1944 erhielt Betzel dann seine Beförderung zum Generalmajor und wurde Divisionskommandeur. Für die Kampfleistungen seiner Division erhielt er am 5. September 1944 das Ritterkreuz des Eisernen Kreuzes verliehen. Er führte die Division bis zum 27. März 1945, als er durch Beschuss sowjetischer Salvengeschütze in Danzig fiel. Zuvor erhielt Betzel am 1. Januar 1945 seine Beförderung zum Generalleutnant und am 11. März 1945 noch das Eichenlaub zum Ritterkreuz des Eisernen Kreuzes (774. Verleihung) verliehen.